# Malaya genurostris
Malaya genurostris är en tvåvingeart som beskrevs av George Frederick Leicester 1908. Malaya genurostris ingår i släktet Malaya och familjen stickmyggor. Inga underarter finns listade i Catalogue of Life.